# 왕리밍
왕리밍(중국어: 王立铭, 병음: Wáng Lìmíng, 1973년~)은 중화인민공화국 출신의 시사만화가이다. 본명보다는 가명인 Rebel Pepper(变态辣椒, 아주 매운 고추)로 더 잘 알려져 있다. 2009년부터 인터넷 블로그에 중국공산당을 비판하는 풍자 만화를 발표하기 시작했다. 이후 공산당의 위협을 받던 중 고국을 떠나 일본을 거쳐 미국으로 이주, 작품 활동을 계속하고 있다.

## 상세
1973년 신장 위구르 자치구에서 태어났다. 그의 부모는 원래 상하이에서 살고 있었으나 문화 대혁명 때 하방운동으로 인해 신장 위구르 자치구로 이주했고 그곳에서 왕리밍을 낳았다. 혁명기가 끝난 후 왕리밍의 가족은 상하이로 돌아왔고, 왕리밍은 진학 후 디자인을 배웠다. 그는 어렸을 때부터 일본 만화가 데즈카 오사무를 존경했다 한다. 일본산 제품 인터넷 판매 사업을 하면서 2009년부터 시나 웨이보 등 여러 인터넷 마이크로블로그에 중국공산당을 풍자하는 만화를 발표하기 시작했다. 왕리밍은 중화인민공화국의 정치 역사에 대한 진실을 알고 나서 이를 게재하고 싶어졌다고 했다. 한때 그의 팔로워는 90만 명에 이르기도 했다. 2015년 산케이 신문과의 인터뷰에 따르면 그는 2011년부터 정부에서 보낸 정치 경찰에 의해 수 차례에 걸쳐 신문 또는 임시 구속을 당했다.
2014년 8월 사업차 일본을 여행하던 중 자신의 웨이보 계정이 삭제된 것과, 공산당 기관지 인민일보 계열 사이트 강국논단(強国論壇)이 '일본에 아첨하는 자'(媚日), '매국노', '관련 부서는 법에 따라 조사하라' 등의 표현으로 자신을 비판하는 글을 인터넷에 게재한 것을 발견했다. 그는 신변의 위협을 느끼고, 귀국하는 대신 아내와 함께 일본에 그대로 체류하는 것을 택했다. 그는 일본에서 지인의 도움으로 사이타마 대학의 객원 연구원으로 일했으며 일본과 미국 언론사 여러 곳에 만평을 게재하면서 생계를 유지할 수 있게 되었다. 2017년 1월 일본에서 단행본 《거짓말쟁이 중국공산당》을 출판하였다. 같은 해 4월 20일, 영국 언론탄압 감시단체 인덱스 온 센서십(Index on Censorship)은 왕리밍에게 국제언론자유상을 수상했다.
2017년 5월, 약 3년 동안 체류하던 일본을 떠나 미국 워싱턴으로 이주했다. 2018년 4월 미국기자협회(Society of Professional Journalists)는 왕리밍의 만평 50개를 RFA가 묶어 펴낸 《Drawing Fire: The Political Cartoons of Rebel Pepper》을 전자책 분야 시그마 델타 카이 수상작으로 선정하였다.

## 같이 보기
- (일본어) 辛口風刺画・中国的本音: 왕리밍이 일본체류 중 뉴스위크 일본어판에 투고한 작품 일람.
- (영어) Radio Free Asia Cartoons: 자유 아시아 방송 영문판 Cartoons 섹션. 왕리밍이 RFA에 투고한 작품 일람.